# Bilice
Bilice és un poble de Croàcia situat al comtat de Šibenik-Knin, a Dalmàcia.